# Inhaltsmitteilung
Die Inhaltsmitteilung ist ein Begriff aus dem deutschen Urheberrecht und bezieht sich auf die Inhaltsangabe eines unveröffentlichten urheberrechtlich geschützten Werkes.
§ 12 Abs. 2 UrhG, der dem Erstveröffentlichungsrecht gilt, bestimmt:
„Dem Urheber ist es vorbehalten, den Inhalt seines Werkes öffentlich mitzuteilen oder zu beschreiben, solange weder das Werk noch der wesentliche Inhalt oder eine Beschreibung des Werkes mit seiner Zustimmung veröffentlicht ist.“
Solange der Urheber seine Schöpfung nicht zur Veröffentlichung freigegeben hat, soll sie niemand – auch nicht in Kurzform oder in Form einer Zusammenfassung – veröffentlichen.
Findet beispielsweise ein Forscher in einem Nachlass ein unveröffentlichtes Theaterstück von Gerhart Hauptmann (bis 2016 noch keine 70 Jahre verstorben), so bedarf er auch dann der Zustimmung der Rechteinhaber, wenn er über dieses Stück einen wissenschaftlichen Aufsatz schreibt, in dem er seinen Inhalt zusammenfassend wiedergibt.

## Inhaltsmitteilung veröffentlichter Werke
Nach herrschender urheberrechtlicher Meinung folgt aus § 12 Abs. 2 UrhG im Umkehrschluss, dass man nach erfolgter Veröffentlichung den Inhalt frei mitteilen und beschreiben darf. Einschränkend wird allerdings mit Bezug auf die Entscheidung des Reichsgerichts Operettenführer (RGZ 129, 252) festgehalten, dass die Beschreibung keinesfalls die Lektüre des Inhalts ersetzen dürfe.
Der Umfang der erlaubten Inhaltswiedergabe hängt vom Zweck ab. Die Information der Öffentlichkeit über den Inhalt eines Buches ohne weitergehende Erörterung wird kürzer ausfallen müssen als eine kritische Auseinandersetzung etwa im Rahmen einer Interpretation oder Buchbesprechung (Erdmann, S. 20).

### Zulässigkeit von Abstracts
Deutsche Gerichte hatten sich mit der Frage zu befassen, ob Abstracts von Fachliteratur ohne Zustimmung des Rechtsinhabers veröffentlicht werden dürfen und dies bejaht. Das Oberlandesgericht Frankfurt hat 2003 in der Erstellung von Veröffentlichung von Abstracts für einen juristischen Neuigkeitendienst keinen Eingriff in die Rechte des Urhebers bzw. Datenbankherstellers gesehen. Im Ergebnis ebenso urteilte das Landgericht Frankfurt hinsichtlich der mehrseitigen Zusammenfassung eines wissenschaftlichen Werks.
2006 wies das Landgericht Frankfurt eine Klage gegen das Portal Perlentaucher wegen Verbreitung von Inhaltszusammenfassung von Presseartikeln ab. Das Urteil ist nicht rechtskräftig.

### Zulässigkeit von Inhaltsverzeichnissen
Keinerlei urheberrechtliche Probleme wirft die insbesondere in Bibliothekskatalogen (siehe Kataloganreicherung) übliche Mitteilung der Inhaltsverzeichnisse eines Buchs auf. Sie wird stets als zulässig angesehen.